# Polynemoidea lincolni
Polynemoidea lincolni är en stekelart som beskrevs av Girault 1913. Polynemoidea lincolni ingår i släktet Polynemoidea och familjen dvärgsteklar. Inga underarter finns listade i Catalogue of Life.